# Mt. Scopus
Mt. Scopus (hebraisk: הר הצופים, tr. Har Hatzofim, dansk: ~ Spejderbjerget; arabisk: جبل المشارف, tr. Ǧabal al-Mašārif, dansk: ~ Udsigtsbjerget) er en bjergtop i det nordøstlige Jerusalem. Bjerget ligger langt udenfor det israelske område ifølge FN's delingsplan for Palæstina fra 1947, imidlertid indtog IDF store dele af Østjerusalem, herunder det område, som fredsplanen kaldte Corpus separatum, under den arabisk-israelske krig, og ved etablering af Den Grønne Linje ved våbenstilstanden i 1949 kom bjerget til at ligge som en FN-beskyttet israelsk eksklave på Vestbredden, der var en del af Jordan.
I dag betragter Israel, i modsætning til folkeretten, officielt området som en del af byen Jerusalem. Det hebraiske universitet i Jerusalems største campus er placeret på Mt. Scopus.

## Billedgalleri
- Det hebraiske universitet i Jerusalem
- Jerusalem British War Cemetery
- Nicanors grotte
- Hadassah-hospitalet
- Israels nationale botaniske have
- Bezalel kunst- og designakademi